# Zelante Salvatorini
Zelante Salvatorini (Barbaricina, 1º gennaio 1907 – Pisa, 25 marzo 1983) è stato un calciatore italiano, di ruolo centrocampista.

## Carriera
Cresciuto nella S.C. Libertas di Barbaricina (ULIC), nel 1923 passa alla Palestra Ginnastica Fiorentina Libertas di Firenze e nel 1926 alla Fiorentina, con cui gioca 32 gare nei campionati di Prima Divisione 1926-1927 e 1927-1928 e 27 gare in massima serie nella stagione 1928-1929; con la squadra gigliata si piazza al 16º posto (retrocessa in Serie B). È uno dei capitani della primissima Fiorentina.
Nella stagione 1929-1930 milita nel Pisa, squadra della sua città natale, totalizzando 25 presenze e 7 reti. In seguito gioca con il Gladiator di Santa Maria Capua Vetere.
Fu un importante esponente del CONI pisano e del Comitato Regionale Toscano della FIGC. Gli fu attribuita la stella d'oro al merito sportivo.